# Josef Heisler
Josef B. Heisler (Pseudonyme: Jan Čech, Kurt Hausner, J. Bernard Hutton, Joe B. Hutton) (* 7. Juli 1911 in Chrast, Österreich-Ungarn; † 1982) war ein tschechoslowakischer und englischer Journalist und Schriftsteller.

## Leben und Wirken
Josef Heisler studierte an der Friedrich-Wilhelms-Universität zu Berlin. Das Mitglied des Zentralkomitees der Komunistická strana Československa (KSČ) arbeitete für eine tschechische kommunistische Zeitung in Prag. 1934 ging er nach Moskau, um vier Jahre an der Internationalen Lenin-Schule zu verbringen und an der Abendzeitung Vechernyaya Moskva mitzuarbeiten. 1939, als die Tschechoslowakei besetzt wurde, floh Heisler nach London und diente später, nachdem er seinen Namen in „Joe Bernard Hutton“ anglisiert hatte, als Presseattaché in der tschechoslowakischen Exilregierung von Jan Masaryk. Er sagte sich vom Kommunismus los und stellte zwischen 1943 und 1971 unter verschiedenen Namen und zum Teil mit einem Co-Autor einerseits sein Wissen über sein Heimatland, andererseits die Kenntnisse über die sowjetischen Macht-Mechanismen seinen neuen Landsleuten in Buchform zur Verfügung. Während er in School for Spies von 1961, dem ersten Buch zum Thema Spionage, noch einigermaßen faktenorientiert berichtete, basierte seine neun Jahre später erschienene Fallsammlung Women Spies (beziehungsweise Women in Espionage) auf zweifelhaften Quellen und eigener Ausschmückung.

## Werke
- Death stalks the forest. The story of the Carpathian guerillas. Lindsay Drummond, London 1943.
- (als Jan Čech:) The Third Front. A Play. New Europe Pub., London 1943.
- (als Jan Čech zusammen mit J. E. Mellon:) Czechoslovakia. Land of Dream and Enterprise. Preface by Wickam Steed. Czechoslovak Ministry of Foreign Affairs, Department of Information, London 1944.
- Russia’s Fighting Men. Preface by the Dean of Canterbury. New Europe Pub., London 1945.
- (zusammen mit J. E. Mellon:) Under the Carpathians. Home of a Forgotten People. Lindsay Drummond, London 1946.
- Round the World to Britain. By J. B. Heisler as told by Peter Toman. Trinity Press, London 1946.
- (als J. Bernard Hutton:) School for Spies Neville Spearman, London 1961.
- (zusammen mit Jack Fishman:) The Private Life of Josif Stalin. W. H. Allen, London 1962.
- (als J. Bernard Hutton:) Women Spies. W. H. Allen, London 1971 (Neuauflage u. d. T. Women in Espionage. The Role of Female Agents including the Workings of Eastern and Western Secret Services, the Latest Techniques and Equipment and Actual Case Histories bei Macmillan, University of Michigan, 1972, ISBN 0-02-557870-7).